# Sueli Pereira da Silva

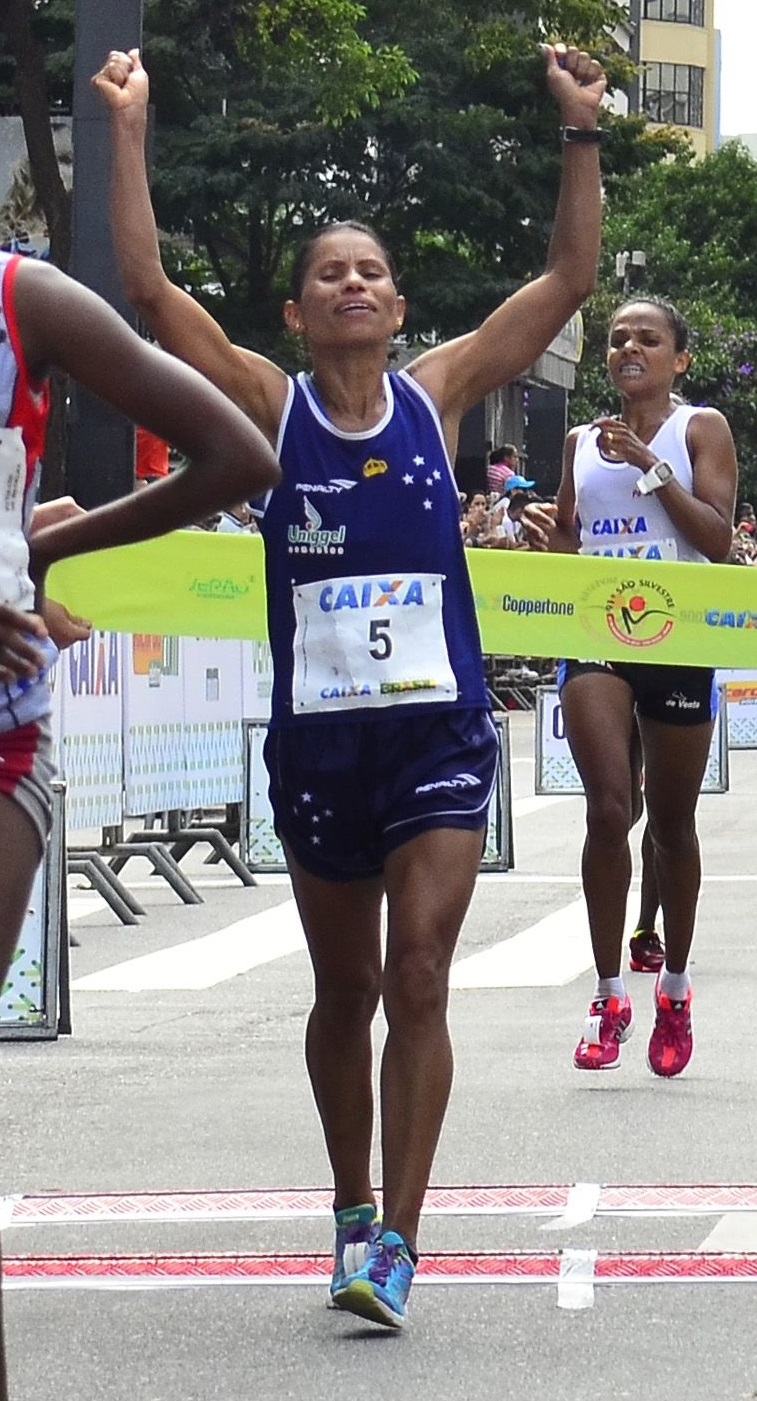
Sueli Pereira da Silva chega em quarto lugar na Corrida de São Silvestre de 2015 (Rovena Rosa/Agência Brasil)

Sueli Pereira da Silva (Jataí, 11 de janeiro de 1977) é uma atleta de corrida brasileira.
Ex-empregada doméstica, começou a se dedicar às corridas de longa distância em 2009. Em abril de 2015 qualificou-se para disputar a maratona nos Jogos Olímpicos de Verão de 2016, no Rio de Janeiro.. 
Foi a brasileira mais bem colocada na Corrida Internacional de São Silvestre de 2015, com o quarto lugar entre as mulheres.